# Magnolia laevifolia
Magnolia laevifolia är en magnoliaväxtart som först beskrevs av Yuh Wu Law och Yeng Fen Wu, och fick sitt nu gällande namn av Hans Peter Nooteboom. Magnolia laevifolia ingår i släktet Magnolia och familjen magnoliaväxter. Inga underarter finns listade i Catalogue of Life.

## Bildgalleri

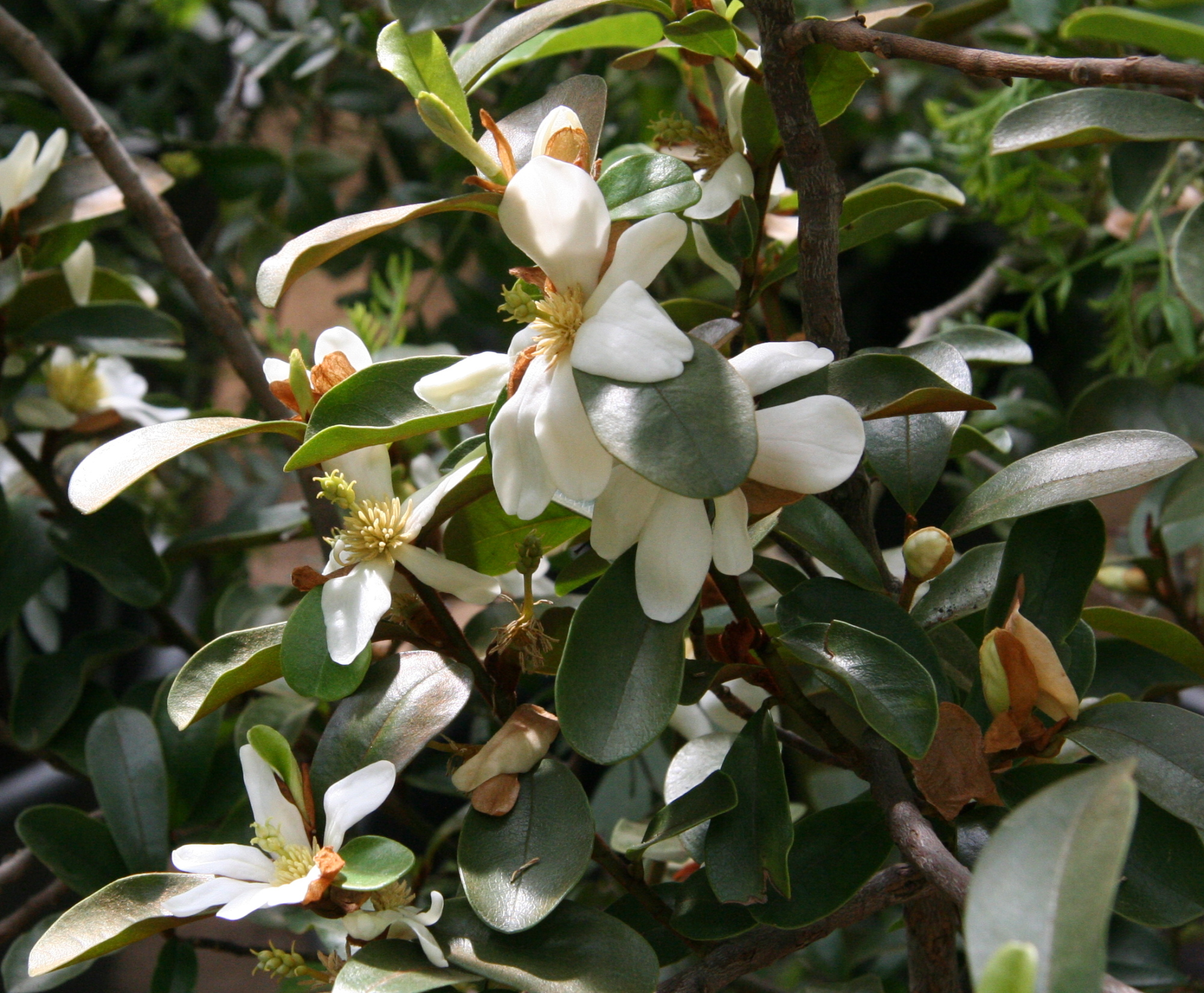
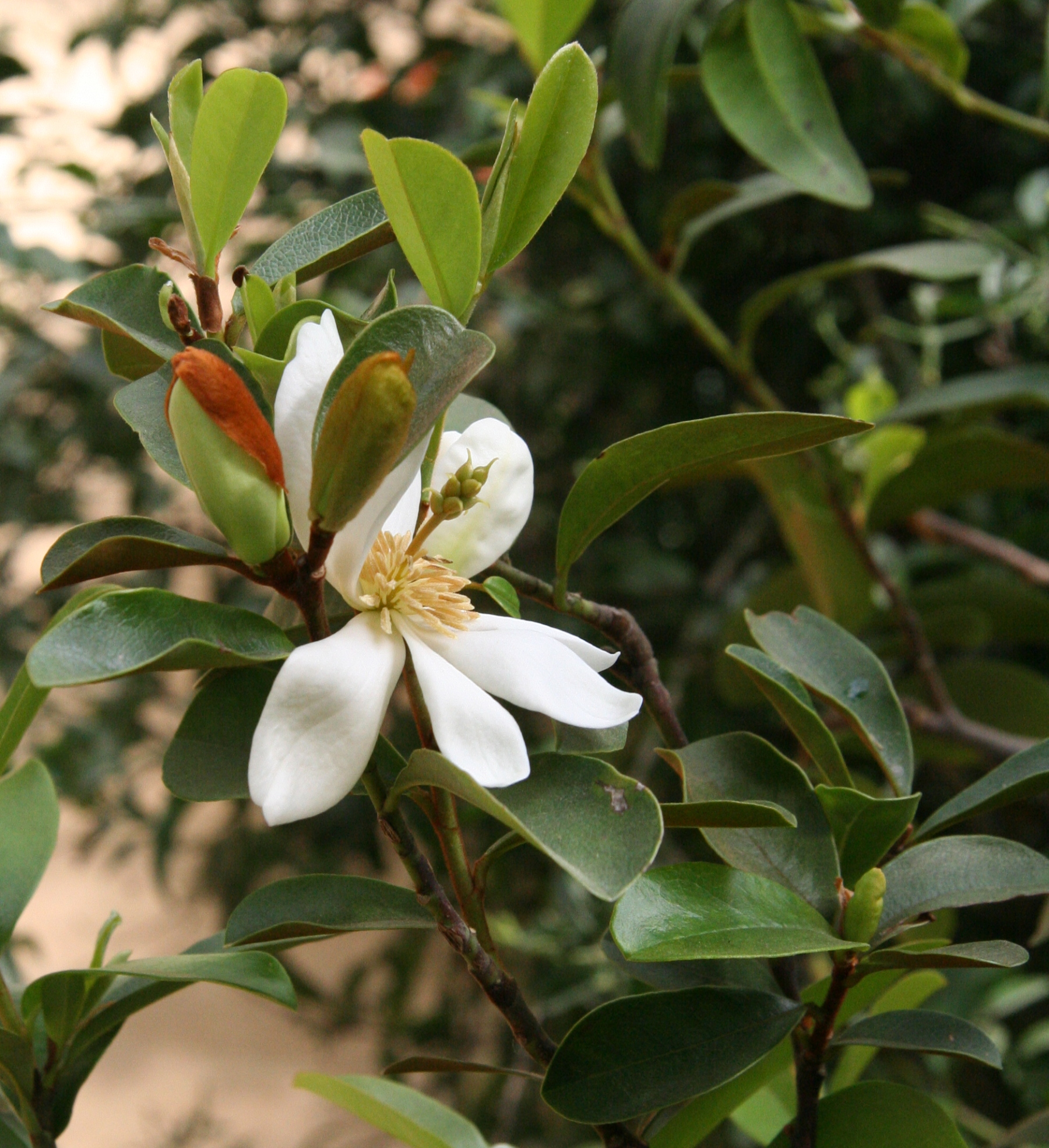
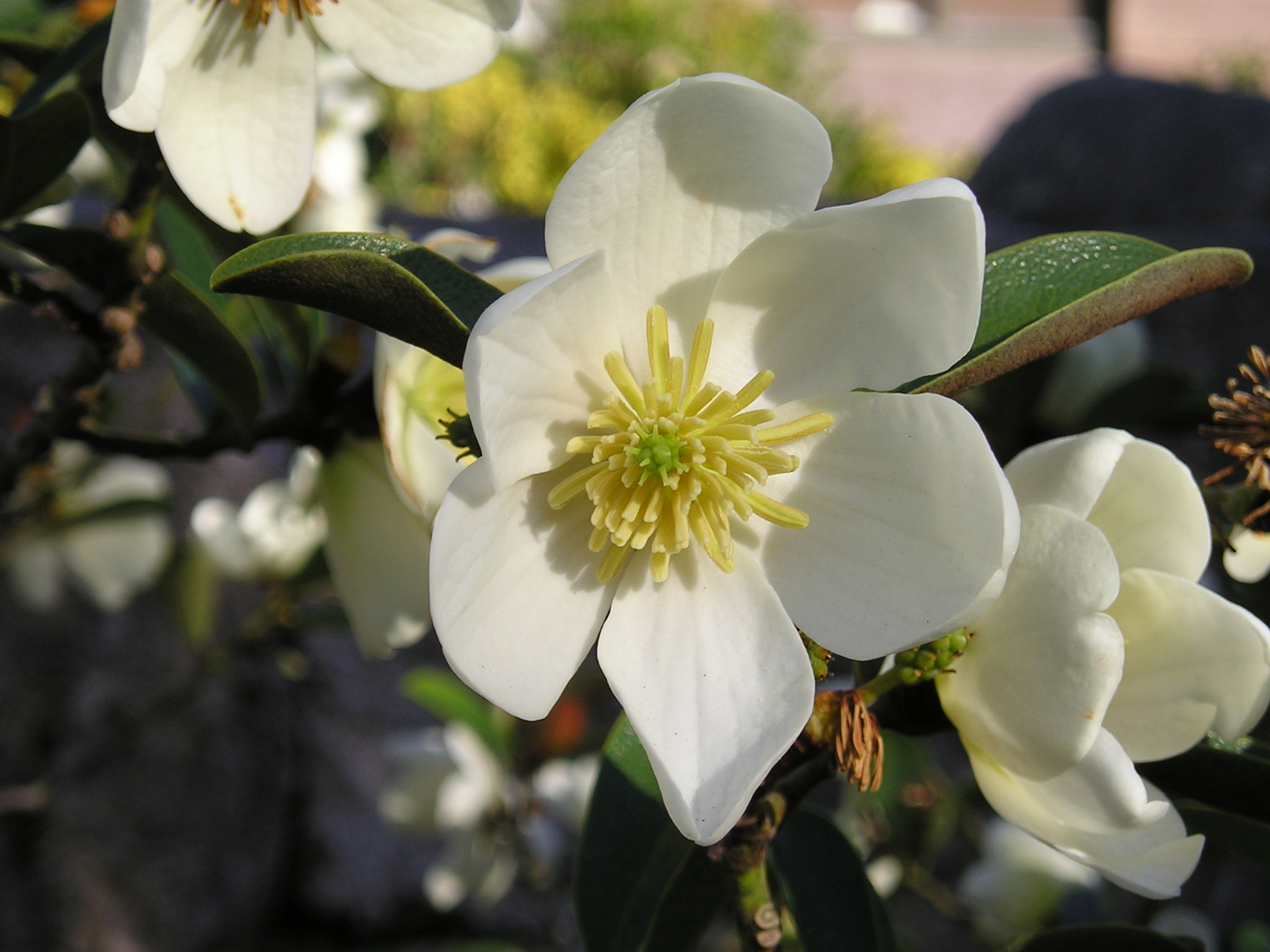
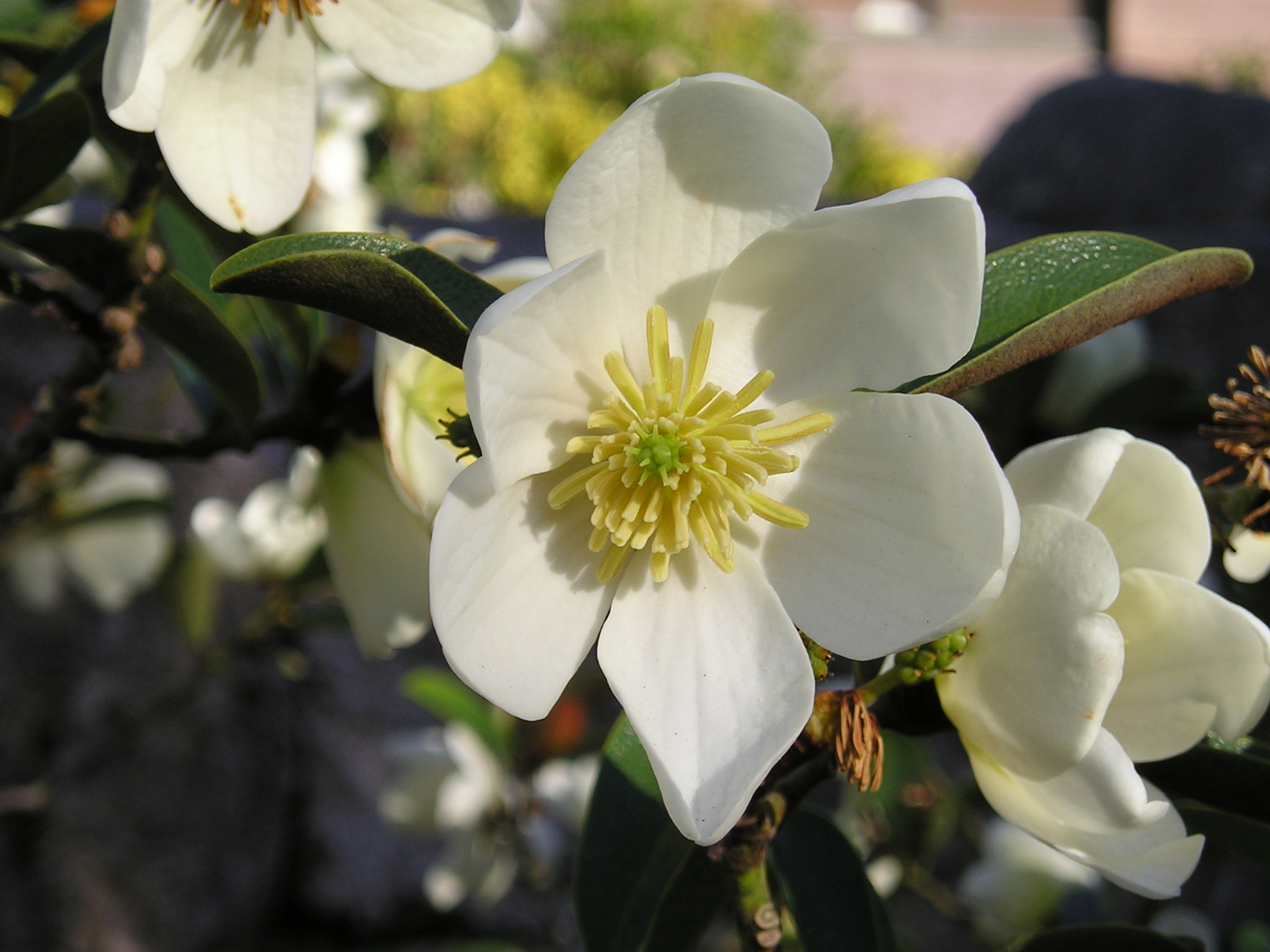
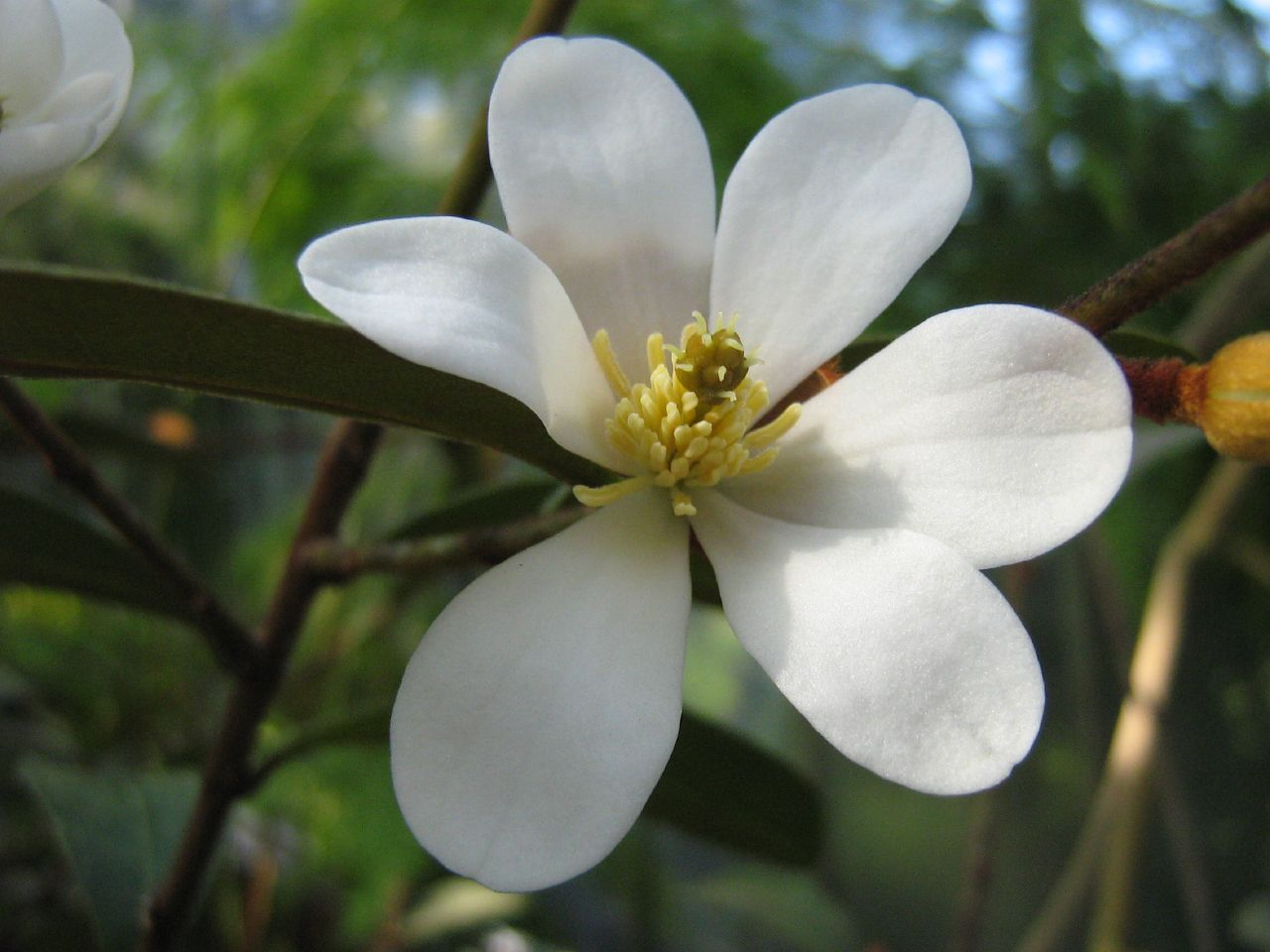
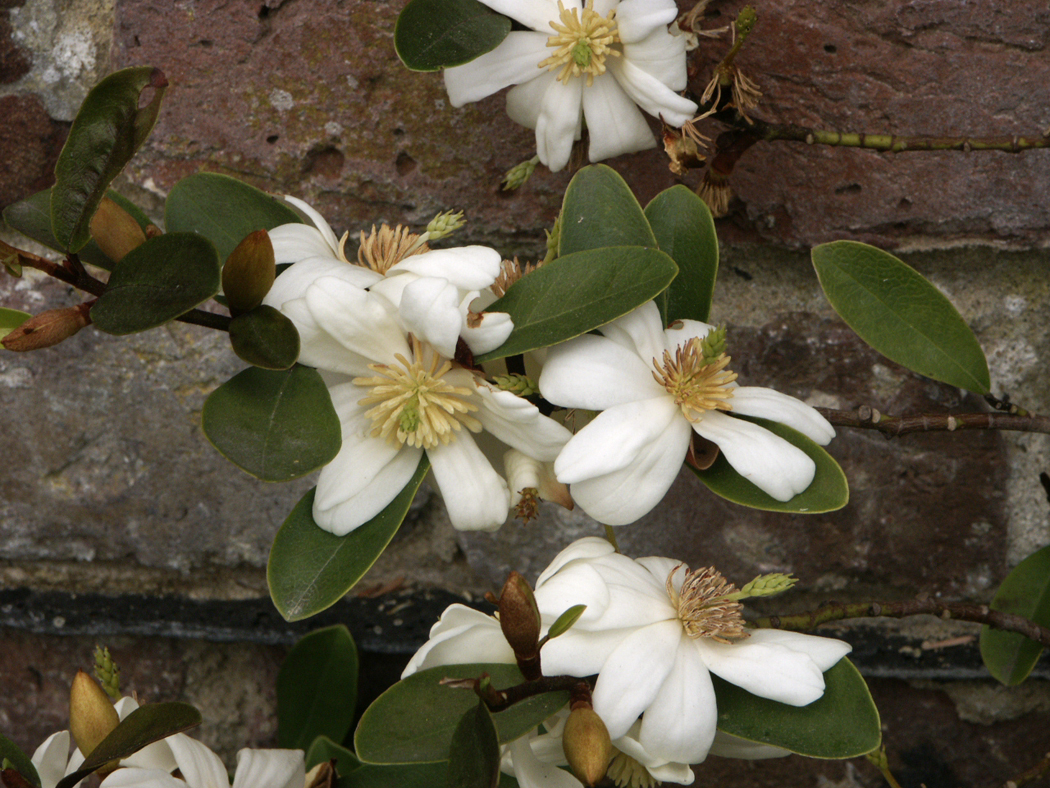